# Tuxtla (planta)
Tuxtla es un género monotípico de planta herbácea erecta perteneciente a la familia de las asteráceas. Su única especie: Tuxtla pittieri, es originaria de México.

## Taxonomía
Tuxtla pittieri fue descrita por (Greenm.) Villaseñor & Strother y publicado en Systematic Botany 14(4): 537. 1989.
Sinonimia
- Zexmenia pittieri Greenm.[3]